# Hail to the King (álbum)
Hail to the King é o sexto álbum de estúdio da banda norte-americana de heavy metal Avenged Sevenfold, foi lançado em 27 de agosto de 2013 pela gravadora Warner Bros. Records. Foi produzido por Mike Elizondo, que já foi produtor da banda em Nightmare. 
Arin Ilejay estava em seu primeiro álbum pela banda como baterista, mesmo estado junto à banda desde 2011, com turnês e lançamento de duas músicas "Not Ready to Die" do jogo Call of Duty: Black Ops (Call Of Duty: Call Of The Dead) de 2011 e "Carry On" do jogo Call of Duty: Black Ops II (Call Of Duty: Black Ops II - Zombies) de 2012." Este é o primeiro álbum sem quaisquer contribuições do falecido baterista Jimmy "The Rev" Sullivan e o segundo após a morte do mesmo. O álbum foi liberado para streaming no iTunes no dia 19 de agosto 2013, e uma semana depois (26 de agosto) o álbum já estava em primeiro lugar em alguns países, incluindo o Brasil, no Top Álbuns do iTunes.
Hail to the King vendeu 159 mil cópias nos Estados Unidos em sua primeira semana de lançamento para estrear em 1º lugar na parada Billboard 200. Isto marca o segundo álbum do Avenged Sevenfold no topo da parada da Billboard, bem como o primeiro a alcançar o número 1 no Reino Unido, no topo da UK Albums Chart. Além de ter ficado no top 5 em 11 países, o álbum ainda liderou as paradas Canadenses, Finlandesas, Irlandesas  e Mexicanas.

## Contexto e desenvolvimento
M. Shadows confirmou que a banda provavelmente começará a trabalhar no próximo álbum a partir do verão americano, que será em Junho, mas sem previsão de quando será lançado.
| “ | "Nós vamos começar a pensar sobre a próxima gravação em breve. Eu preciso disso para provar a nós mesmos novamente. Eu estou ansioso e animado para isso, então estamos começaremos nesse verão. Vamos escrever nesse verão, o que vai ser uma coisa grande, importante, mas não tenho ideia de quando vamos lançar." | ” |
|   | — M. Shadows entrevista para o site stereoboard. |   |

Em Dezembro de 2012 a banda disse que planeja começar a gravar material para seu próximo álbum em janeiro de 2013, com lançamento previsto no final do ano. Em Janeiro de 2013 a banda começou a gravar seu novo álbum. A banda começou a transmissão de trechos de seu novo álbum em maio de 2013 em seu novo app de rádio. O Arin Ilejay é confirmado como integrante da banda oficial e substituição de seu falecido baterista The Rev. Em entrevista à Metal Hammer sobre o novo álbum, M. Shadows disse que o álbum iria soar mais blues rock de influência e mais como rock clássico e metal clássico como Black Sabbath e Led Zeppelin. No dia 27 de Junho de 2013 a banda enviou um tweet no seu Twitter com a imagem do álbum, data de lançamento e o nome do novo álbum Hail to the King (Salve o Rei).
No dia 10 de julho de 2013 foi divulgado uma preview no YouTube do single que ser chamará "Hail to the King", mesmo título do álbum, o single será lançado em 15 de julho de 2013. Em julho, em entrevista à revista Kerrang!, revelar de vocalista M. Shadows o nome de 4 músicas presentes no álbum: "Shepherd of Fire", "Requiem", "Planets" e "Acid Rain".
No dia 16 de julho de 2013 foi revelada a verdadeira capa do álbum e que a imagem revelada anteriormente era, na verdade, uma ideia para a arte do primeiro single, que dá nome ao CD.
No dia 8 de Agosto de 2013 foi anunciado que a música "Shepherd of Fire" está como easter egg no mapa "Origins" na Expansão (DLC) Apocalypse do jogo Call of Duty: Black Ops II Zombies, não é de hoje que a banda tem parceira com a Treyarch desenvolvedora da Franquia Black Ops e Call of Duty: World at War. Já tiveram as músicas Not Ready to Die como easter egg no mapa "Call Of The Dead" na Expansão (DLC) Escalation do jogo Call of Duty: Black Ops de 2011, Nightmare como easter egg no mapa "Moon" na Expansão (DLC) Rezurrection do jogo Call of Duty: Black Ops de 2011 e Carry On do jogo Call of Duty: Black Ops II do modo Zombies de 2012.
No dia 16 de Agosto de 2013 foi liberado a duração de cada música pelo iTunes, e no mesmo dia horas antes foi liberado o novo vídeo clipe do álbum que é o Hail to the King pelo YouTube, foi dirigido por "Syndrome". No dia 19 de Agosto de 2013 o álbum foi vazado e disponibilizado para streaming no iTunes. Logo após seu lançamento, Hail to The King foi aclamado pela crítica. Com uma média de 69 pontos, baseado em 8 avaliações, o que indica opiniões "geralmente favoráveis".

## Vídeo Clipe
| Críticas profissionais | Críticas profissionais |
| Pontuações agregadas   | Pontuações agregadas   |
| Fonte                  | Avaliação              |
| ---------------------- | ---------------------- |
| Metacritic             | 68/100                 |
| Avaliações da crítica  |                        |
| Fonte                  | Avaliação              |
| About.com              | [ 4 ]                  |
| Allmusic               | [ 20 ]                 |
| Alternative Press      | [ 21 ]                 |
| Artist Direct          | [ 22 ]                 |
| Exclaim!               | 4/10                   |
| Loudwire               | [ 3 ]                  |
| Rolling Stone          | [ 24 ]                 |
| The Guardian           | [ 25 ]                 |
| The New Zealand Herald | [ 26 ]                 |
| The Oakland Press      | [ 27 ]                 |

No dia 16 de Agosto de 2013 foi liberado o novo vídeo clipe do single, do álbum que é o Hail to the King pelo YouTube, foi dirigido por "Syndrome".
Também foi feito o clipe da música "Shepherd of Fire".

## Faixas
Esta lista de faixas foi confirmado por iTunes Store. Todas as canções foram escritas e compostas por M. Shadows, Zacky Vengeance, Synyster Gates e Johnny Christ.
| N.º            | Título             | Duração |  |
| 1.             | "Shepherd of Fire" | 5:22    |  |
| 2.             | "Hail to the King" | 5:04    |  |
| 3.             | "Doing Time"       | 3:27    |  |
| 4.             | "This Means War"   | 6:09    |  |
| 5.             | "Requiem"          | 4:23    |  |
| 6.             | "Crimson Day"      | 4:57    |  |
| 7.             | "Heretic"          | 4:55    |  |
| 8.             | "Coming Home"      | 6:26    |  |
| 9.             | "Planets"          | 5:56    |  |
| 10.            | "Acid Rain"        | 6:38    |  |
| Duração total: | Duração total:     | 53:17   |  |

| Versão de luxo faixas bônus |                                        |         |  |
| N.º                         | Título                                 | Duração |  |
| 11.                         | "Hail to the King (Vídeo clipe Bônus)" | 5:13    |  |
| 12.                         | "St. James (Faixa Bônus)"              | 5:01    |  |
| Duração total:              | Duração total:                         | 1:03:31 |  |

## Integrantes
Avenged Sevenfold
- M. Shadows – vocal
- Zacky Vengeance – guitarra rítmica, backing vocals
- Synyster Gates – guitarra solo, backing vocals, vocais adicionais em "Planets"
- Johnny Christ – baixo
- Arin Ilejay – bateria

Os músicos
- Brian Haner, Sr – Guitarra solo no "Coming Home"
- Ed Meares – Baixo no "Sheperd of Fire", "Requiem" e "Planets"
- David Campbell - Maestro de orquestra
- John E. Acosta – Violoncelo no "Requiem", "Crimson Day" e "Acid Rain"
- John Wittenberg, Josefina Vergara, Michelle Richards, Natalie Leggett, Sara Parkins, Songa Lee, Tereza Stanislav – Violino no "Requiem", "Crimson Day" e "Acid Rain"
- John Fumo, Rick Baptist – Trompete no "Sheperd of Fire", "Requiem" e "Planets"
- Jeff Babko – Piano no "Acid Rain"
- Alan Kaplan – Trombone no "Sheperd of Fire", "Requiem" e "Planets"
- Douglas Tornquist – Tuba no "Sheperd of Fire", "Requiem" e "Planets"

Produção
- Mike Elizondo – produtor, teclados em "Crimson Day", "Heretic" e "Coming Home"
- Syndrome - Diretor do vídeo clipe "Hail to the King"
- Allen Wolfe – A&R
- Joanna Terrasi – A&R
- Brent Arrowood – Assistente de engenheiro
- Chris Sporleder – Assistente de engenheiro
- D.A. Frizell – Ilustrações, tratamento
- Adam Hawkins – Engenheiro
- Paul Suarez – Pro-Ferramentas
- Cam Rackman – Pintura, retrato
- Andy Wallace – Mixagem

## Desempenhos nas paradas
| Paradas (2013)                        | Melhor posição |
| ------------------------------------- | -------------- |
| Alemanha (Offizielle Deutsche Charts) | 5              |
| Austrália (ARIA)                      | 2              |
| Áustria (Ö3 Austria Top 40)           | 3              |
| Bélgica (Ultratop Flandres)           | 30             |
| Bélgica (Ultratop Valônia)            | 23             |
| Canadá (Billboard)                    | 1              |
| Dinamarca (Hitlisten)                 | 6              |
| Espanha (PROMUSICAE)                  | 12             |
| Estados Unidos (Billboard 200)        | 1              |
| Finlândia (Suomen virallinen lista)   | 2              |
| França (SNEP)                         | 25             |
| Hungria (MAHASZ)                      | 23             |
| Irlanda (IRMA)                        | 1              |
| Itália (FIMI)                         | 8              |
| Noruega (VG-lista)                    | 3              |
| Nova Zelândia (RMNZ)                  | 3              |
| Países Baixos (Dutch Charts)          | 6              |
| Reino Unido (UK Albums Chart)         | 1              |
| Suécia (Sverigetopplistan)            | 4              |
| Suíça (Schweizer Hitparade)           | 5              |

## Histórico de lançamento
| País           | Data                 | Formato              | Editora discográfica |
| -------------- | -------------------- | -------------------- | -------------------- |
| Argentina      | 21 de agosto de 2013 | CD, Download Digital | Warner Bros. Records |
| Europa         | 23 de agosto de 2013 | CD, Download Digital | Warner Bros. Records |
| Alemanha       | 23 de agosto de 2013 | CD, Download Digital | Warner Bros. Records |
| Austrália      | 23 de agosto de 2013 | CD, Download Digital | Warner Bros. Records |
| Áustria        | 23 de agosto de 2013 | CD, Download Digital | Warner Bros. Records |
| Bélgica        | 23 de agosto de 2013 | CD, Download Digital | Warner Bros. Records |
| Finlândia      | 23 de agosto de 2013 | CD, Download Digital | Warner Bros. Records |
| Portugal       | 23 de agosto de 2013 | CD, Download Digital | Warner Bros. Records |
| Holanda        | 23 de agosto de 2013 | CD, Download Digital | Warner Bros. Records |
| Malásia        | 23 de agosto de 2013 | CD, Download Digital | Warner Bros. Records |
| Noruega        | 23 de agosto de 2013 | CD, Download Digital | Warner Bros. Records |
| Nova Zelândia  | 23 de agosto de 2013 | CD, Download Digital | Warner Bros. Records |
| Suíça          | 23 de agosto de 2013 | CD, Download Digital | Warner Bros. Records |
| Reino Unido    | 26 de agosto de 2013 | CD, Download Digital | Warner Bros. Records |
| África do Sul  | 26 de agosto de 2013 | CD, Download Digital | Warner Bros. Records |
| Dinamarca      | 26 de agosto de 2013 | CD, Download Digital | Warner Bros. Records |
| França         | 26 de agosto de 2013 | CD, Download Digital | Warner Bros. Records |
| Estados Unidos | 27 de agosto de 2013 | CD, Download Digital | Warner Bros. Records |
| Brasil         | 27 de agosto de 2013 | CD, Download Digital | Warner Bros. Records |
| Canadá         | 27 de agosto de 2013 | CD, Download Digital | Warner Bros. Records |
| Coreia do Sul  | 27 de agosto de 2013 | CD, Download Digital | Warner Bros. Records |
| Espanha        | 27 de agosto de 2013 | CD, Download Digital | Warner Bros. Records |
| Indonésia      | 27 de agosto de 2013 | CD, Download Digital | Warner Bros. Records |
| Itália         | 27 de agosto de 2013 | CD, Download Digital | Warner Bros. Records |
| México         | 27 de agosto de 2013 | CD, Download Digital | Warner Bros. Records |
| Japão          | 28 de agosto de 2013 | CD, Download Digital | Warner Bros. Records |
| Suécia         | 28 de agosto de 2013 | CD, Download Digital | Warner Bros. Records |

### Vendas e certificações
| País           | Empresa | Certificado | Vendas   |
| -------------- | ------- | ----------- | -------- |
| Canadá         | MC      | Platina     | 80,000+  |
| Estados Unidos | RIAA    | Ouro        | 500,000+ |
| Reino Unido    | BPI     | Prata       | 60,000+  |